# Марк Азиний Агриппа
Марк Азиний Агриппа (лат. Marcus Asinius Agrippa; 9 год до н. э. — 26 год н. э.) — римский политический деятель начала I века.
Марк Азиний Агриппа — сын Гая Азиния Галла, консула в 8 году до н. э., и Випсании Агриппины.
В 25 году стал ординарным консулом с коллегой Коссом Корнелием Лентулом.
Агриппа вёл достойный образ жизни и умер в 26 году.